# Lucina adansoni
Lucina adansoni is een tweekleppigensoort uit de familie van de Lucinidae. De wetenschappelijke naam van de soort is voor het eerst geldig gepubliceerd in 1839 door d'Orbigny. De soort komt voor bij de Canarische Eilanden, Senegal en Kaapverdië.